# Leopard (1963.)
Leopard (tal. Il gattopardo) je talijansko-francuski film iz 1963. kojeg je režirao Luchino Visconti. Film je snimljen po istomenom romanu Giuseppea Tomasa di Lampeduse objavljenom 1958. godine. U glavnoj ulozi se pojavljuje Burt Lancaster. Roman je napisan bez želje da se objavi i tek poslije smrti sicilijanskog grofa je objavljen. Ubrzo postaje vrlo poznat u Italji i bestseller diljem svijeta. Film je nagrađen Zlatnom palmom.

## Radnja
Leopard je nadahnut feudalnim miljeom samog pisca. Radnja se odigrava na Siciliji tijekom Risorgimenta 1860. godine i prikazuje dramatične političke, ekonomske i društvene promjene koje otoku donosi Garibaldijev pohod, slom režima Kraljevine Dviju Sicilija i pripajanje ujedinjenoj Italiji. Glavni protagonist, koga tumači američki glumac Burt Lancaster, je plemić i pripadnik tradicionalne aristokracije koja je dominirala otokom i koji promatra kako njegovu klasu istiskuje "vulgarna" pučka buržoazija čiji su se predstavnici naglo obogatili zahvaljujući ratnim zbivanjima. 

## Uloge
- Burt Lancaster -princ Don Fabrizio Salina
- Claudia Cardinale - Angelica Sedara
- Alain Delon - Tancredi Falconeri
- Paolo Stoppa - Don Calogero Sedara
- Rina Morelli - princeza Maria Stella Salina
- Romolo Valli - otac Pirrone
- Terence Hill - grof Cavriaghi
- Pierre Clémenti - Francesco Paolo
- Lucilla Morlacchi - Concetta
- Giuliano Gemma - Garibaldijev general
- Ida Galli - Carolina
- Ottavia Piccolo - Caterina
- Carlo Valenzano - Paolo
- Brook Fuller - mali princ
- Anna Maria Bottini - Mademoiselle Dombreuil, guvernanta

## Vanjske poveznice
- IMDb - Leopard